# Polska Kasa Rządowa
Polska Kasa Rządowa (niem. Polnische Regierungskasse) – działający w Gdańsku w latach 1921-1939 polski urząd bankowo-skarbowy, podporządkowany Ministerstwu Skarbu RP, organizacyjnie działający jako Oddział IX Komisariatu Generalnego RP w WMG. De facto kasa pełniła rolę państwowego banku RP w WMG, prowadzącego konta i rozliczenia pomiędzy kilkunastoma polskimi państwowymi instytucjami tamże, m.in. Biurem Gdańskim Polskich Kolei Państwowych, urzędami - celnym (Inspektorat Ceł na WMG) i pocztowym (Dyrekcja Poczt, Telegrafów i Telefonów RP w Gdańsku). W Kasie swoje konta rozliczeniowe miały też oddziały banków polskich.
Kasa była członkiem Gdańskiej Giełdy Papierów Wartościowych (Danziger Effekten- und Devisenbörse).
W latach 1923–1939 siedziba kasy mieściła się przy Reitbahn 4 (ul. Bogusławskiego).